# 戈申 (加利福尼亞州)
戈申（英語：Goshen）是位於美國加利福尼亞州圖萊里縣的一個人口普查指定地區。

## 地理
戈申的座標為36°20′51″N 119°25′12″W / 36.34750°N 119.42000°W，而該地最高點為海拔高度87米（即285英尺）。

## 人口
根據2010年美國人口普查的數據，戈申的面積為4.589平方千米，當中陸地面積為4.589平方千米，而水域面積為0.000平方千米。當地共有人口3006人，而人口密度為每平方千米655人。